# Broddetorp

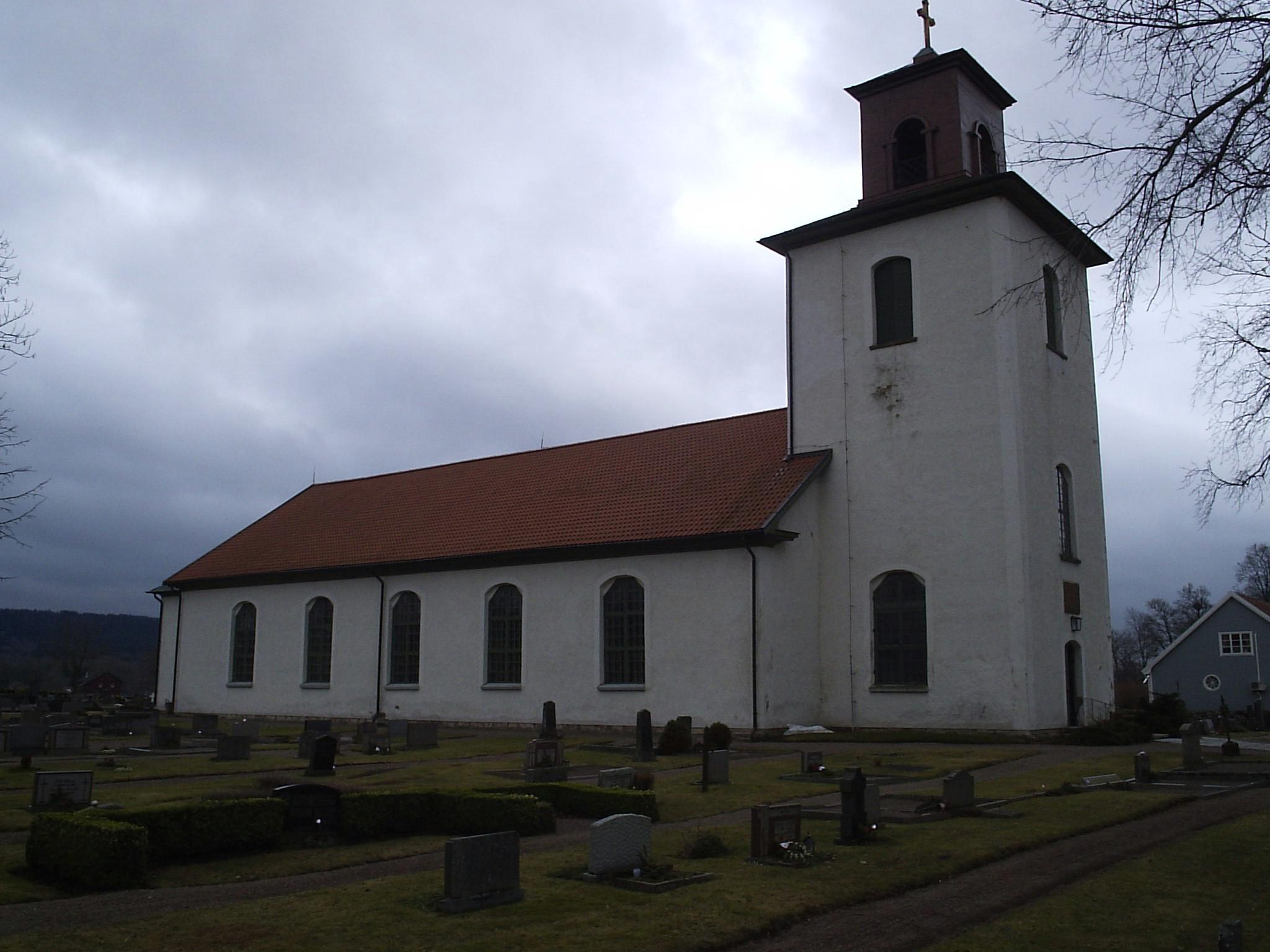
L'Église de Broddetorp

Broddetorp est une paroisse de la province suédoise de Västergötland, située sur le territoire de la commune de Falköping, dans le comté de Västra Götaland. Sa superficie est de 835 hectares.

## Démographie
| Année      | 1876 | 1903 |
| ---------- | ---- | ---- |
| Population | 279  | 238  |

## Lieux et monuments
- Présence de tombes et de cimetières datant de l'âge du fer
- Ruines d'une ancienne église médiévale
- Église néoclassique dont la tour et la sacristie remontent à 1821
- Kockstorp, lieu de naissance du botaniste Johann Peter Falck

## Personnages célèbres
- Johan Peter Falck (1732-1774): botaniste suédois né à Kockstorp